# Casper Jørgensen
Casper Jørgensen, född den 20 augusti 1985 i Årslev, Danmark, är en dansk tävlingscyklist som tog OS-silver i bancyklingslagförföljelse vid olympiska sommarspelen 2008 i Peking.